# Parlamente in Südwestafrika
In Südwestafrika gab es ab 1926 bis längstens 1989 verschiedene Parlamente, d. h. legislative Einrichtungen, die aufgrund der Apartheid teilweise nur einzelne Volksgruppen vertraten. Seit 1990 ist das Parlament Namibias die Volksvertretung des unabhängigen Namibia.
- National Assembly of South West Africa: Vertretung ab 1979[2]
- Elected Coloured Council of South West Africa: Vertretung der Farbigen ab 1966
- South West African Legislative Assembly: Vertretung der Weißen von 1926 bis 1979
- Damara Representative Authority: Legislative der Damara
- Nama Council: Legislative der Nama
- Kapteins Council (Legislative Council of Rehoboth): seit 1872